# Batalha de Adrianópolis (324)
A Batalha de Adrianópolis foi travada em 3 de julho de 324 perto da cidade de Adrianópolis (atual Edirne) durante a Segunda Guerra Civil do Império Romano entre os imperadores romanos Constantino (r. 306–337) e Licínio (r. 308–324), na qual o último sofreu uma pesada derrota. A série de conflitos entre os augustos Constantino e Licínio ocasionou o fim do sistema de governo denominado Tetrarquia, estabelecido por Diocleciano em 293, e o restauro de um governante único no Império Romano.
Esta última fase dos conflitos teria ocorrido como uma reação à invasão de Constantino aos territórios da Trácia, então controlados por Licínio, durante uma perseguição a alguns invasores visigodos. A batalha de Adrianópolis foi a primeira das várias vitórias de Constantino. A principal fonte do conflito é a obra do historiador bizantino Zósimo, que relatou que ambos os lados possuíam efetivos superiores a 100 000 soldados. Apesar de Constantino possuir um contingente numericamente inferior, muitos de seus soldados eram veteranos de guerra, lhe proporcionado vantagem na batalha.

## Contexto
Constantino havia derrotado Licínio numa guerra anterior oito anos antes nas batalhas de Cíbalas e de Campo Ardiense, tendo conquistado toda a Península Balcânica com exceção da Trácia. As duas partes fizeram rapidamente um acordo de paz, que punha Constantino numa posição superior à de Licínio, mas as relações entre os dois continuaram instáveis. Já em 323, Constantino estava pronto para reiniciar o conflito, e quando seu exército, que estava perseguindo um bando invasor de visigodos (ou de sármatas), atravessou a fronteira do território de Licínio, um oportuno casus belli se fez presente. A reação de Licínio à invasão foi totalmente hostil, o que incitou Constantino a continuar na ofensiva. Ele invadiu a Trácia com toda sua força e, apesar de sua força ser menor que a de Licínio, estava repleta de veteranos de muitas batalhas. Além disso, como ele controlava agora a Ilíria, tinha acesso aos melhores recrutas do império.

## Efetivos
Segundo o historiador Zósimo, quando esta última fase das guerras civis iniciou, Constantino possuía uma frota de 200 navios de guerra (com trinta remadores cada) e 2 000 navios de carga, bem como 120 mil infantes e 10 000 marinheiros e cavaleiros. Licínio, por sua vez, possuía uma frota de 350 trirremes (80 do Egito, 80 da Fenícia, 60 da Jônia, 30 do Chipre, 20 da Cária, 30 da Bitínia e 50 da África), um exército de 150 000 infantes e 15 000 cavaleiros.

## Batalha
Licínio acampou em Adrianópolis, a maior cidade no interior da Trácia. Constantino avançou para o leste partindo de Tessalônica até chegar ao rio Hebro (Maritsa), em cujas margens está Adrianópolis, e montou ali seu acampamento; sua frota, por sua vez, chegou na foz do Hebro a partir do Pireu e acampou ali. A linha de frente de Licínio tinha 200 estádios (entre 31 e 37 km) de comprimento e estava posicionada numa colina com boa visão sobre a cidade e da confluência do Hebro com seu afluente Tonzo. Os dois exércitos permaneceram em posição por alguns dias até que a batalha finalmente irrompesse, pois ambos os lados relutavam arriscar a travessia do rio contra um inimigo bem preparado e já em formação de combate.

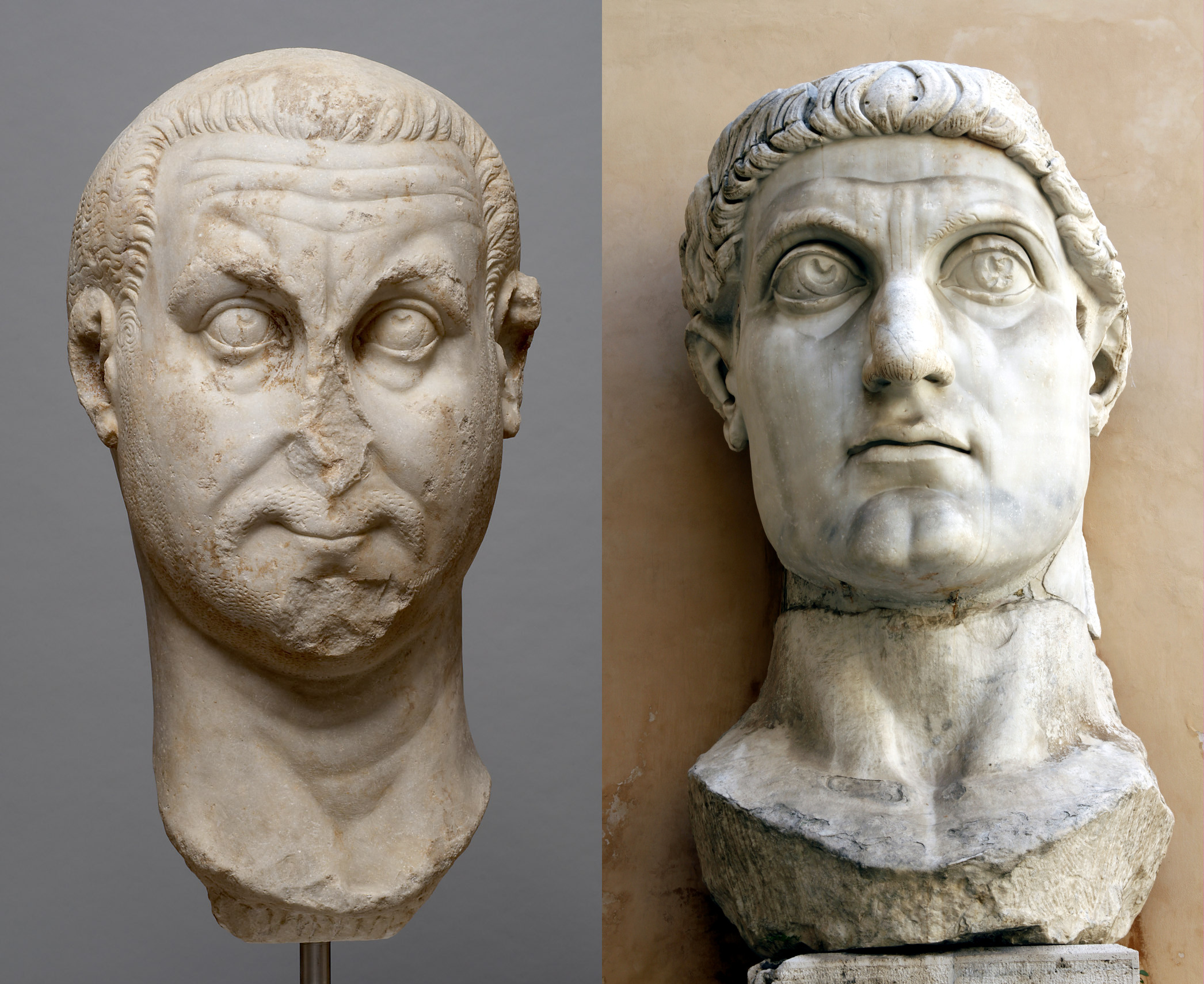
À esquerda: busto de Licínio; à direita: cabeça do Colosso de Constantino, atualmente no Palazzo dei Conservatori, em Roma

Depois de algum tempo, Constantino usou uma artimanha para fazer com que suas tropas atravessassem o Hebro. Tendo encontrado um bom ponto de travessia, onde o rio se estreitava e que era escondido por uma colina coberta de floresta, ele ordenou que materiais de construção e cordas fossem empilhados em outro ponto do rio, bem distante dali, com o objetivo de dar a impressão de que ele tentaria construir uma ponte para tentar a travessia. Em seu local secreto, ele juntou 5 000 arqueiros a pé e 80 cavaleiros. Ele então liderou 12 cavaleiros através do rio e inesperadamente atacou o inimigo, que assustou-se com rapidez e foi abatido ou pôs-se em fuga. A confusão permitiu que o resto de seu exército passasse em segurança no mesmo ponto. O que se seguiu, nas palavras de Zósimo, foi "um grande massacre": O exército de Licínio perdeu 34 000 homens.
Durante o massacre, Constantino ordenou aos soldados que guardavam seu estandarte — o lábaro, claramente cristão — que o levassem para os pontos do campo de batalha onde suas tropas pareciam estar fracassando. A presença do símbolo encorajava as tropas de Constantino e tinha o efeito inverso nas de Licínio, ainda pagãs. Constantino, que havia sofrido uma lesão menor na coxa, interrompeu a luta quando o sol se pôs e a escuridão deu a Licínio e ao restante de suas tropas a chance de recuar para Bizâncio, na costa, e para a segurança de sua frota. A batalha de Adrianópolis foi uma das maiores do século IV.
Na versão de Eusébio de Cesareia, antes de iniciar a batalha contra Constantino, Licínio teria pronunciado um discurso diante de suas tropas:
| “ | Amigos e companheiros de batalha, estes são os deuses pátrios que adoramos por ter recebido de nossos antepassados, enquanto aquele que conduz os exércitos inimigos contra nós, escolheu o caminho da maldade [...] tendo em consideração um deus estranho [...] Esse momento vai sancionar aqueles que têm errado sobre a religião adotada e vai determinar a supremacia dos deuses adorados por nós ou nosso adversário. | ” |

## Consequências

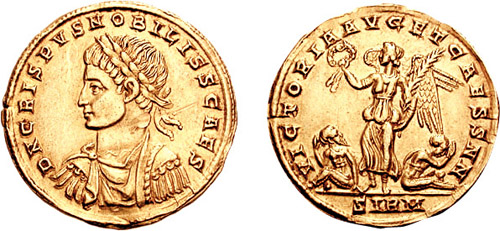
Soldo de Crispo r. emitido em Sirmio para celebrar a vitória de Constantino sobre os godos em 323

Os esforços de Constantino para reiniciar a guerra civil foram recompensados, assim como sua campanha contra Licínio. Depois de Adrianópolis, Constantino cercou Bizâncio enquanto seu filho e César, Crispo (r. 317–326), comandou sua marinha na batalha contra a frota de Licínio para assumir o controle dos estreitos que separavam a Trácia da Ásia Menor. Depois da vitória naval de Crispo, na Batalha do Helesponto, Constantino cruzou com seu exército para a Bitínia. Ele finalmente confrontou o exército de Licínio na Batalha de Crisópolis, na costa asiática do Bósforo e conseguiu uma vitória decisiva.
Num primeiro momento, cedendo aos apelos de sua irmã, Constância, ele poupou a vida do cunhado, mas acabou ordenando sua execução alguns meses depois, quebrando um juramento solene que havia feito. Licínio foi acusado de sedição, e o comando do exército pressionou para que ele fosse morto. Um ano depois, o sobrinho de Constantino, também chamado Licínio, sucumbiu às desconfianças do imperador. A partir daí, Constantino tornou-se o único líder incontestável do mundo romano.